# 58709 Zenocolò
58709 Zenocolò è un asteroide della fascia principale. Scoperto nel 1998, presenta un'orbita caratterizzata da un semiasse maggiore pari a 3,2340361 au e da un'eccentricità di 0,1198801, inclinata di 4,61465° rispetto all'eclittica.
È dedicato allo sciatore alpino italiano Zeno Colò, morto a San Marcello Pistoiese presso il cui osservatorio astronomico è avvenuta la scoperta.